# Man, West Virginia
Man är en ort i Logan County i delstaten West Virginia, USA.